# ヘブンアーティスト
ヘブンアーティストは、東京都が実施している大道芸人およびパフォーマー公認制度、およびそのライセンス保持者。「TOKYOアートタウン計画」の一環。ジャンルは幅広く、ジャグリング、ダンス、パントマイム、アクロバット、マジック、音楽など多様なジャンルの芸術が含まれる。

## 概要

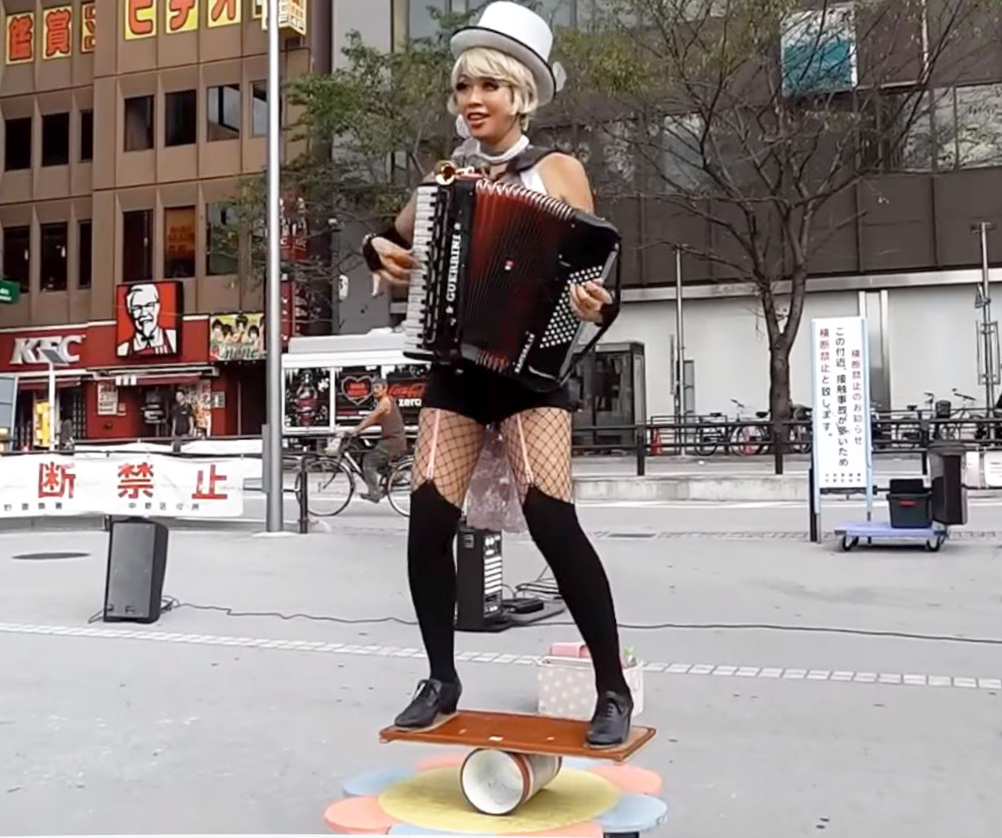
ヘブンアーティスト「パフォーマンス部門」登録者、あんざいのりえ氏(＝アコるデノンノン)によるローラーバランス芸。JR中野駅北口にて撮影

2002年に当時の東京都知事石原慎太郎により創設され、東京都生活文化スポーツ局が実施している。
審査会（オーディション）で合格した大道芸人に対してライセンスが発行され、指定場所での大道芸を許可される。これは主にフランスの制度にならったもので、質の高い大道芸人を選抜することで、都民に娯楽を提供し、また優れた大道芸人を育成する事を目的とした。審査会は年1回実施し、応募資格は住所、年齢、国籍（外国人は在留資格を有する者）、ジャンルを問わない。
主な活動場所は、上野恩賜公園、代々木公園、東京国際フォーラム、東京ドーム、井の頭恩賜公園、お台場海浜公園、パルテノン多摩など。また2011年の東日本大震災発生以降、被災地にヘブンアーティストを派遣し公演を行っている。

## 主な登録パフォーマー
パフォーマンス部門・音楽部門とに分類される。以下は、Wikipediaに記事のあるパフォーマーのみ記載。

### パフォーマンス部門
- アッキー - マジック
- アニメーションパフォーマー ミスターバード - アニメーションダンス、コンタクトジャグリング
- エスムラルダ - マジック、演劇、歌舞伎パロディー 他
- 荒木巴 - お笑いパフォーマンス、マジック、漫談
- おじゃるず - ストレンジパフォーマンス
- 加納真実 - パントマイム・パフォーマンス
- 川原彰 ∞ 奥田優子 - ジャグリング
- 桔梗ブラザーズ - ジャグリング
- 栗原舞 - 一輪車となわとび
- けん玉師・伊藤佑介 - けん玉
- 好田タクト - 世界指揮者人名辞典
- こばやしけん太 - 音まねショー
- 佐々木遊太 - 街頭紙芝居
- サンキュー手塚 - コメディーパフォーマンス
- 3ガガヘッズ - コメディー
- GEN(ジェン)-アクロバットコメディ
- GちょこMarble - コミカルアクロバットパフォーマンス
- J-TRAP. - ダブルダッチ
- 清水宏 - まきこみ型演劇スタンダップ
- 笑福亭鶴笑 - 笑福亭鶴笑一座「野外落語会」
- Jimexlatino（ジメックス ラティーノ） - ソシアルラテン
- 蹴流波 -Sur De Wave- - フリースタイルフットボール
- Street Entertainer RYU - ジャグリング、ラダー
- TOMI - バランスジャグリング
- パオパオ堂。 - 音楽パフォーマンス
- ハッピィ吉沢 - コメディー・パントマイムマジックショー
- PERFORMER CHIKI - アニメーション・コンタクトジャグリング
- Hi2（ヒッツ） - マジック・パントマイム・ダンス
- まろ - ジャグリング、コンテンポラリーダンス
- Mr.アパッチ - BMX&Juggling
- 山本光洋 - コメディパントマイム
- 雪竹太郎 - 人間美術館
- ヨーヨーマスターTAKA - ヨーヨー
- 柳亭風枝 - 和もの大道芸
- 柳亭風太 - バナナの叩き売り、七色唐がらし口上売り
- 柳亭舞 - 南京玉すだれ
- ロボットのぞみ - メッセージパフォーマー

### 音楽部門
- カンカンバルカン - 民族音楽楽団
- 小春 - アコーディオン
- GypsyPot - ワールドミュージック
- ピアノニマス - 鍵盤ハーモニカと鍵盤笛を使用したソロパフォーマンス
- HIBI★Chazz-K - ストリートサックスアンサンブル
- プリコロハウス - サックスリズムトリオ
- Monaural mini plug - タイ・ラオス発祥の音楽、モーラム・ルークトゥンの演奏
- 龍之介 - アコースティックギター弾き語り

## 評価
ギリヤーク尼ヶ崎は「大道芸人の立場を向上させた」としてヘブンアーティストの制度に一定の評価を下しつつも、「芸を審査する」というシステムに反発している。